# Podocryptula excurvata
Podocryptula excurvata är en fjärilsart. Podocryptula excurvata ingår i släktet Podocryptula och familjen tandspinnare. Inga underarter finns listade i Catalogue of Life.